# Шасињи су Ден
Шасињи су Ден (фр. Chassigny-sous-Dun) насеље је и општина у источном делу централне Француске у региону Бургоња, у департману Саона и Лоара која припада префектури Шарол.
По подацима из 2011. године у општини је живело 600 становника, а густина насељености је износила 45,18 становника/km². Општина се простире на површини од 13,28 km². Налази се на средњој надморској висини од 380 метара (максималној 546 m, а минималној 305 m).

## Демографија
| 1962. | 1968. | 1975. | 1982. | 1990. | 1999. | 2011. |
| ----- | ----- | ----- | ----- | ----- | ----- | ----- |
| 611   | 629   | 580   | 632   | 567   | 558   | 600   |

График промене броја становника у току последњих година